# Danny Kladis
Danny Kladis (né le 10 février 1917 à Cristal City, Missouri - mort le 26 avril 2009 à Joliet, Illinois) était un pilote automobile américain.

## Biographie
Danny Kladis commence la compétition en 1935, dans des épreuves de midgets. La Deuxième Guerre mondiale, au cours de laquelle il sert en tant que pilote dans l'US Army Air Corps l'oblige à mettre sa carrière entre parenthèses, et il ne reprend le volant qu'à la fin des hostilités.
En 1946, il signe son retour à la compétition en participant aux 500 miles d'Indianapolis sur une Miller-Ford engagée par les frères Granatelli et se classe 21e. Il tente de participer à nouveau à l'Indy 500 de 1949 à 1952, mais sans parvenir à se qualifier. C'est finalement en 1954 qu'il participe à nouveau à la course, mais seulement en tant que pilote remplaçant de Spider Webb (en), qu'il relaye pendant plusieurs tours. Cette participation vaut à Kladis de figurer sur les tablettes officielles du championnat du monde des pilotes, au calendrier duquel figuraient alors les 500 miles d'Indianapolis. Deux nouvelles apparitions de Kladis à Indianapolis se solderont par deux non-qualifications supplémentaires.
Avant sa mort, survenue le 26 avril 2009, Danny Kladis était, à l'âge de 92 ans, le plus vieux pilote encore en vie à avoir pris le départ de l'Indy 500.